# پوامسان
پوامسان (به لاتین: Poamsan) یک کوه در کره جنوبی است که در کره جنوبی واقع شده‌است. پوامسان ۹۶۱٫۷ متر بالاتر از سطح دریا واقع شده‌است.